# Dysideidae
Famille
Les Dysideidae forment une famille d'animaux de l'embranchement des éponges.

## Étymologie
Dysideidae vient du grec dus (« mal fait ») et idea (« aspect extérieur, apparence »). Ces éponges possèdent des contours irréguliers.

## Liste des genres
Selon World Register of Marine Species (1 juin 2016) :
- genre Citronia Cook & Bergquist, 2002
- genre Dysidea Johnston, 1842
- genre Euryspongia Row, 1911
- genre Lamellodysidea Cook & Bergquist, 2002
- genre Pleraplysilla Topsent, 1905

- genre Paraspongia Carter, 1885 (incertae sedis)